# Pepin (Wisconsin)

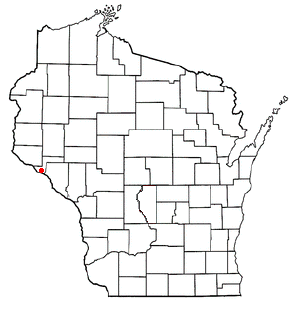
Położenie geograficzne miasta na mapie hrabstw stanu Wisconsin

Pepin – amerykańskie miasteczko w zachodniej części stanu Wisconsin, w hrabstwie Pepin leżące nad jeziorem o tej samej nazwie, utworzonym w delcie rzeki Chippewa. Ma 878 mieszkańców. Kiedyś tereny te porośnięte były gęstymi lasami, po których obecnie nie ma praktycznie śladu, a zostały zastąpione przez prerię.
Miasto zostało założone w roku 1846. Nazwa pochodzi od nazwiska francuskich traperów - braci, którzy jako pierwsi przybyli na te tereny.
W pobliżu mieszkała rodzina Ingallsów, a w roku 1867 urodziła się Laura Ingalls, późniejsza autorka serii książek Domek na prerii.